# 노충국 사건
노충국 사건은 2005년 PX병으로 군복무 중이던 노충국 병장이 소화불량 증상으로 국군병원에서 위궤양 진단을 받았으나, 같은해 만기전역 후 민간병원에서 위암 말기로 진단 후 사망한 사건이다.

## 사건 개요
용인대학교 태권도학과에 재학하던 노충국은 2003년 육군에 입대, 탄약지원사령부 예하부대로 배치되어 복무하였다. 노충국 병장이 전역을 4개월 앞둔 2005년 2월 어느날, 식사를 하면서 삼키기 힘든 일이 잦아졌으며, 복통과 소화불량도 있어 같은해 3월 국군광주병원에서 위궤양을 진단받고 1개월치 약을 받았다. 그러나 1개월 후인 4월, 노충국 병장이 쓰러지자 국군광주병원에서 2차 진료와 조직검사를 했지만 위궤양으로 진단되었다. 6월 24일 만기전역 후, 7월 민간병원에서 위암 말기로 진단되었으며, 10월 27일 노충국 병장이 사망했다.
그 후 국군광주병원의 진료기록이 조작된 것이 드러났다. 노충국 병장이 사망하기 전인 4월, 군의관 이 모 대위의 진료기록부 처음 작성했을 때 위암이 적혀있지 않았지만 7월 노충국의 부친이 진료기록을 요구하자 위암을 추가로 적었다. 이에 대해 국방부는 조작이나 은폐는 없었으며, 담당 군의관이 혼자 조작한 것으로 해명했다.

## 사회적 여파
노충국 사건이 알려지면서 "제2이 노충국" 등으로 불리는 유사한 사례가 알려졌다. 이들은 소화불량이나 어지러움 등으로 군병원에서 암이 아닌 궤양이나 단순 염증으로 진단했지만 민간병원에서 암 말기로 진단 후 사망했으며, 이로 인해 환자에 대한 적절한 조치를 하기 어려운 대한민국 국군의 문화 및 의료체계가 알려졌다.